# 默瑟縣 (伊利諾州)
默瑟縣（英語：Mercer County）是美国伊利诺伊州西北部的一個縣，西隔密西西比河與艾奥瓦州相望，成立於1825年1月13日，面積1473平方公里。根據2020年美國人口普查，共有人口15,699人。縣治阿利多。縣名紀念在美國獨立戰爭普林斯頓戰役中戰死的休·默瑟准將。